# Église Sant'Andrea Catabarbara

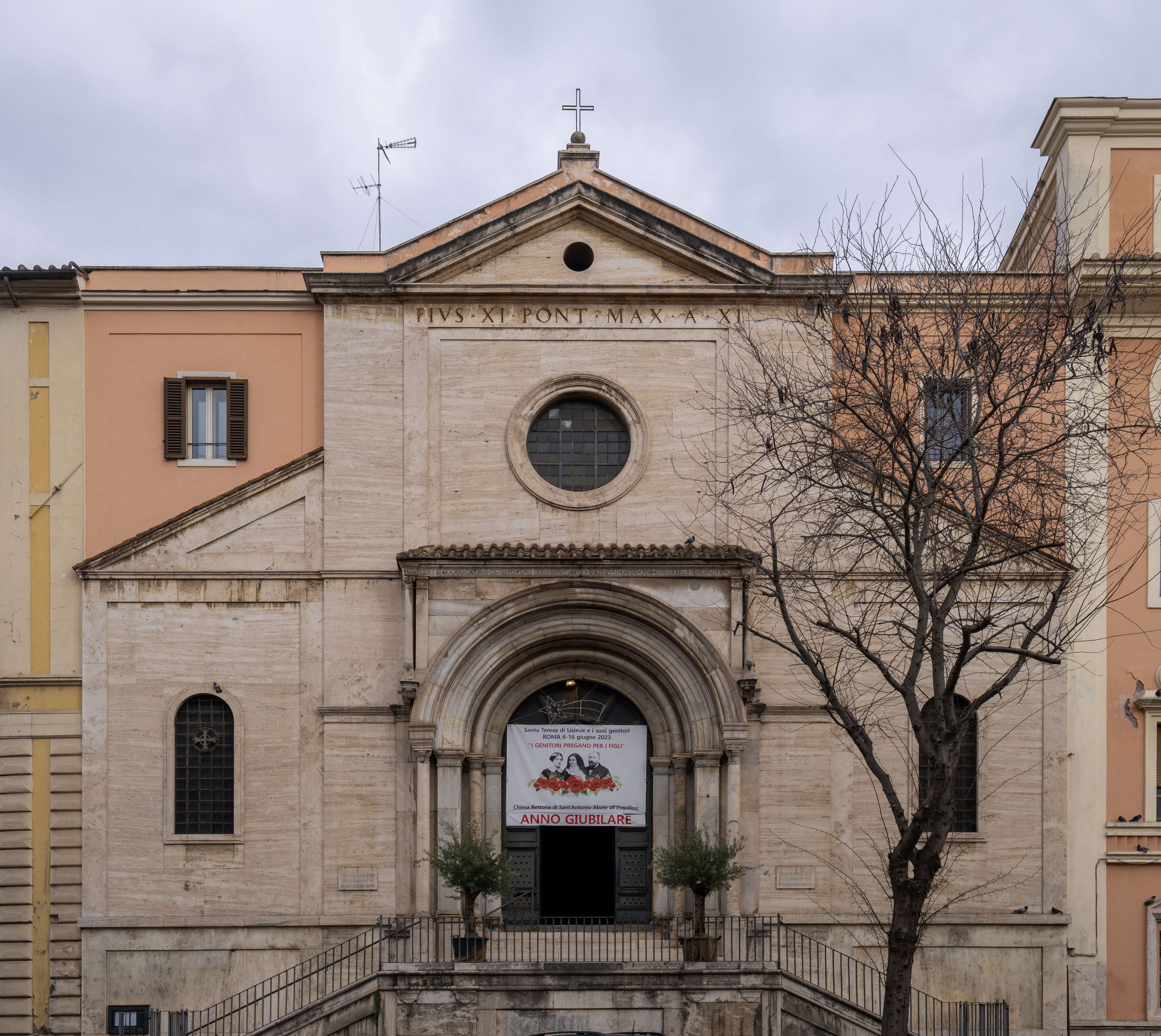
Eglise Sant' Andrea Catabarba

L’église de Sant'Andrea Catabarbara est une église de Rome aujourd'hui disparue. Elle se trouvait sur l'Esquilin, à l'emplacement actuel du Seminario pontificio di studi orientali (Via Napoleone III), non loin de la basilique Sainte-Marie-Majeure ; elle a été détruite en 1930.
L'édifice a été construit au cours du IVe siècle ap. J.-C. par le préfet du prétoire Junius Bassus. Cet édifice – la basilique de Junius Bassus – a été transformé en église, au milieu du Ve siècle, sous le pape Simplice (468-483).